# Jan Buskes

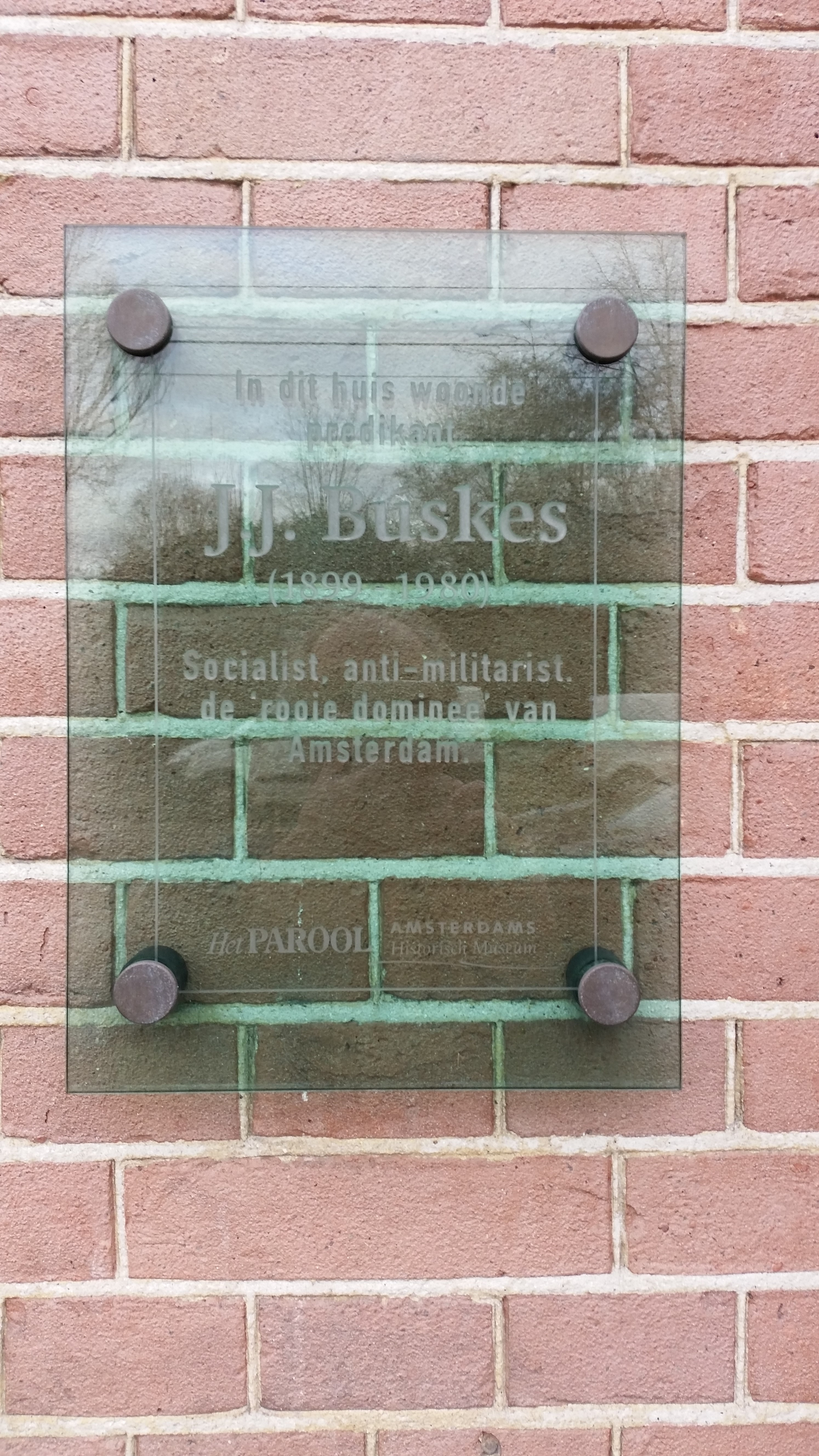
Plaquette Jan Buskes op Oosterpark 45, Amsterdam (februari 2020)

Johannes Jacobus (Jan) Buskes jr. (Utrecht, 16 september 1899 – Amsterdam, 9 maart 1980) was een Nederlands predikant, theoloog en verzetsman. Hij was een bekende socialistische dominee die geregeld op televisie verscheen en op de radio te horen was. Ook heeft hij een aantal artikelen en boeken geschreven die een brede verspreiding kregen.

## Levensloop
Buskes studeerde theologie aan de Vrije Universiteit in Amsterdam. Tijdens die studie ontdekte hij het door Karl Barth geschreven commentaar op de brief aan de Romeinen. Barth heeft een grote invloed op Buskes gehad. Als predikant begon Buskes op Texel, waar hij twee keer predikant is geweest. De eerste keer van 1924 – 1926 in de Gereformeerde Kerk van Oosterend. Dat werd beëindigd na de Synode van Assen vanwege zijn stellingname in de kwestie-Geelkerken. Hij had de zijde van deze Amsterdamse predikant gekozen in het conflict met de synode over de uitleg van het paradijsverhaal in Genesis. Nadat de classis een tuchtprocedure tegen Buskes begonnen was, nam hij een beroep aan van de afgescheiden kerk van Geelkerken te Amsterdam. Deze kerk vormde de basis van de Gereformeerde Kerken in Hersteld Verband. Op Texel kwam het ook tot een kerkscheuring. Het conflict speelde hier vooral rond zijn persoon. Dit ging dwars door families heen, die na de scheuring elkaar niet meer wilden spreken en zien. De sfeer in Oosterend was grondig verziekt.
In 1929 werd Buskes voor de tweede keer predikant op Texel, nu voor de Hersteld Verband-kerk. In 1932 werd hij predikant in Rotterdam. In 1943 begon hij namens de Nederlandse Hervormde Kerk als predikant voor evangelisatie onder arbeiders. Dit bleef hij tot 1950. Zijn activiteiten bij het arbeiderspastoraat trokken de aandacht, maar slechts een derde van degenen die een dienst bijwoonden was arbeider. In 1954 werd hij ziekenhuispredikant. De Universiteit van Amsterdam verleende hem drie jaar later een eredoctoraat. Buskes bleef predikant in Amsterdam tot 1961, toen hij met emeritaat ging.
Buskes was van 1936 tot 1939 bestuurslid van het Comité van Waakzaamheid, dat waarschuwde voor het nationaalsocialisme. Tijdens de Tweede Wereldoorlog was hij actief in het het verzet tegen de bezetter: op de kansel, in pamfletten en in daden. In oktober 1940 was hij de initiatiefnemer van een protest door de Protestantse Kerken bij Rijkscommissaris Seyss-Inquart tegen de discriminatie van joden. Hij werd driemaal gearresteerd. In de zomer van 1941 zat hij in Rotterdam gevangen naast een vijftal dat geëxecuteerd werd wegens hulp aan een neergestorte Engelse piloot. In 1943 werd hij op transport gesteld naar Dachau, maar onderweg uit de trein gehaald en naar het gijzelaarskamp Sint-Michielsgestel gebracht.
Het echtpaar Buskes woonde van 1949 tot 1962 aan het Oosterpark in Amsterdam op huisnummer 45, waar later een plaquette werd aangebracht. Zijn zoon Jan werd ook predikant en stond onder andere in Huizinge en Middelstum.
Buskes overleed op 80-jarige leeftijd. Hij werd begraven op de Amsterdamse begraafplaats Zorgvlied. Zijn graf raakte al snel in verwaarloosde toestand. Op 16 september 2005 is een nieuw grafmonument onthuld, op initiatief van drie vrienden van Buskes onder wie zijn biograaf E. de Jongh.
In Rotterdam is een christelijke basisschool naar ds. J.J. Buskes vernoemd. Aan de Elisabeth Wolffstraat 2 te Amsterdam was een naar hem genoemde christelijke MBO-school gevestigd, die inmiddels is gesloten. In Arnhem is de Dominee Buskesstraat naar hem genoemd.

## Strijder
Ds. Buskes was een bevlogen prediker en debater die de mensen kon boeien. Zijn stem had iets emotioneels. Het begin van een preek was vaak hakkelend, maar daarna vol pathos.
'Man van het verzet' is een voor Jan Buskes gebruikte typering. Hij verzette zich tegen de synode, nationaalsocialisme, apartheid, de regering en de leiding van de Partij van de Arbeid. Hij kon dan mensen fel aanvallen of verdedigen. Buskes heeft vaak in het openbaar gedebatteerd, onder andere met socialisten. Hij bestreed theologische standpunten van anderen in boeken en bladen en hij droeg zijn eigen standpunt met verve uit. Hij trok landelijk de aandacht met zijn meningen; een hoogtepunt was een interview met Mies Bouwman op televisie.
Buskes nam geen blad voor de mond. Zo veroordeelde hij in een radiopreek op 21 maart 1948 de politionele acties ("Het verbranden van de dessa's op Java") onder leiding van generaal Spoor als "machtsmiddelen van de koning der leugen" en vergeleek hij ze met de praktijken van Pontius Pilatus en Adolf Hitler. Na deze preek verdachten sommigen hem ervan een landverrader te zijn en werden er bij justitie aanklachten tegen hem ingediend. Deze werden geseponeerd, tot Buskes' spijt. Naar eigen zeggen had hij graag in de rechtszaal zijn overtuiging uitgedragen.
Buskes was een 'rode' dominee, waaraan hij zijn door Jacques Gans bedachte bijnaam 'Buskes van de Ruskes' te danken had. Hij was actief lid van de Christelijk-Democratische Unie, tot die in 1940 door de bezetter werd verboden. Buskes voelde zich aangetrokken tot het socialisme. Na de oorlog werd hij daarom lid van de SDAP, die later opging in de PvdA. Hij was ook antimilitarist, al heeft hij onder invloed van de Tweede Wereldoorlog zijn mening op dit punt moeten bijstellen. Toch bleef hij actief lid van de christelijk-pacifistische organisatie Kerk en Vrede. Politicus Hans Feddema, later medeoprichter van de Evangelische Volkspartij, werd door hem geïnspireerd. Buskes' keuze voor het socialisme en antimilitarisme werd primair ingegeven door zijn christelijke geloof. Politieke medestanders probeerden nogal eens die grondslag voor zijn stellingname af te doen als niet meer dan een bijkomstigheid. De combinatie van traditioneel christendom en socialisme kwam namelijk weinig voor.

## Publicaties
- De beide Blumhardts. Een strijd om het koninkrijk Gods,- Baarn z.j.
- Liederen van bevrijding, - z.j.
- Ik geloof wel in Jezus, maar ik geloof niet in God, serie Geloven Vandaag 1, uitg. A'dam z.j.
- De komst van het koninkrijk. Dagboek,  z.j.
- Avondboek. Dagboek z.j.
- Mensen die je niet vergeet, z.j.
- Ziekentroost, uitgave Ver. tot Verspreiding der heilige Schrift, A'dam z.j.
- De oudste rechten, uitg. Bijbel Kiosk Vereniging A'dam z.j.
- Gedichten die mij vergezellen, Kampen z.j.
- Soldaten van Christus, preek over Efeze 6 : 10 - 17, Baarn z.j.
- De laatste strijd, de Openbaring van Johannes, Baarn 1933
- Het evangelie in de wereld van heden, Amsterdam 1936
- Wegen in de wildernis (preken), Utrecht z.j. (1939?)
- In nacht en stormgebruis (preken), Utrecht 1941
- Het eiland, de stad en het koninkrijk, Den Haag 1945
- Waar stond de kerk? Schets van het kerkelijk verzet, uitg. Vrij Nederland, A'dam 1947
- Christus voor de wereld, Utrecht 1948
- Overpeinzingen van een grote-stads-dominé, 's-Gravenhage 1949
- In het land van Gandhi en Nehru, 's-Gravenhage 1951
- Zuid-Afrika's apartheidsbeleid: onaanvaardbaar! 1955
- Hoera voor het leven, Amsterdam 1959[4]
- Waarheid en leugen aan het ziekbed, Utrecht 1964
- Karl Barth, Den Haag 1968
- God en mens als concurrenten, Amsterdam 1968
- Zin en onzin van Kerstfeest, Amsterdam 1969
- Opstanding(Horizon reeks), Wageningen 1969
- God is anders, Wageningen z.j.
- Brood voor het hart - bijbels dagboek, Wageningen 1970
- Het humanisme van God Baarn 1972
- Dienst aan het woord. Een levensbeeld van ds. Buskes, Apeldoorn 1972
- Kort & Goed / 75 vijf-minuten toespraken, Wageningen 1973
- Droom en protest. Getuigenissen uit een halve eeuw van strijd, Baarn 1974
- Mensen onderweg / nieuwe 5 minuten toespraken, Wageningen 1977
- De PvdA is niet heilig, Baarn 1978
- Terzijde - 'Glorie en uitschot van het heelal' 76 persoonlijke kanttekeningen, Wageningen 1978